# Joseph von Blumenthal
Joseph von Blumenthal (1 de novembre de 1782 a Brussel·les ; 9 de maig de 1850 a Viena), 1850) fou un violinista i compositor belga.
Visqué a Praga i Viena. Dotat d'una gran fecunditat, escriví nombroses obres les quals comprenent tots els generes; així se li deuen misses, motets, simfonies, cantates, duets, trios, quartets, balls de pantomima: les òperes D. Silvio de Rosalba i La capa curta, i les simfonies, entreactes i cors de nombrosos drames lírics, entre ells: Catalina d'Heillbronn, Camma, Hernán Cortés, El rei Lear, Colombo, Menasko i Elvira, i Turandot.
Mentre va romandre a Viena, ciutat en què va morir, va tenir nombrosos alumnes, entre ells a Joseph Strauss, el qual no té res a veure amb la famosa nissaga.